# إنغوس ياكوفيتش
إنغوس ياكوفيتش (باللاتفية: Ingus Jakovičs)‏ مواليد 18 أبريل 1993 في لاتفيا، هو لاعب كرة سلة لاتفي. بدأ مسيرته الاحترافية في سنة 2009. يلعب مع نادي فينتسبيلس لكرة السلة كلاعب هجوم خلفي. يحمل الرقم 7. يبلغ طوله 6 قدم 1 بوصة (1.9 م).

## المسيرة الاحترافية
لعب مع ليبايا لوفاس من سنة 2011 إلى 2014، ثم لعب مع في إي إف ريغا من سنة 2014 إلى 2016، ثم لعب مع نيجني نوفغورود في الدوري الروسي في سنة 2016، ثم لعب مع نادي فينتسبيلس لكرة السلة في سنة 2016.

## روابط خارجية
- إنغوس ياكوفيتش على موقع الاتحاد الدولي لكرة السلة (الإنجليزية)
- إنغوس ياكوفيتش على موقع كرة السلة الأوروبية.كوم (الإنجليزية)
- إنغوس ياكوفيتش على موقع ريلجم (الإنجليزية)
- إنغوس ياكوفيتش على موقع بروبوليرز (الإنجليزية)
- إنغوس ياكوفيتش على موقع سبورتس رفرنس (الإنجليزية)